# Hasanboy Dusmatov
Hasanboy Dusmatov (født 24. juni 1993) er en bokser fra Usbekistan, som konkurrerer i fluevægt.
Han repræsenterede Usbekistan under sommer-OL 2016 i Rio de Janeiro, hvor han vandt guld i fluevægt .
Under Sommer-OL 2024 som blev afholdt i Paris, vandt han guld.